# Marek Wyrwicz
Marek Wyrwicz (ur. 30 lipca 1967 w Człuchowie) – polski aktor teatralny, telewizyjny i filmowy oraz fotograf i fotoreporter.

## Życiorys
Od najmłodszych lat czynnie związany ze sztuką fotograficzną i filmową, teatrem i estradą. W 1977 Wyrwicz zorganizował swoją pierwszą wystawę fotografii pt. „Moja współczesność”. W 1984, w ramach „Ogólnopolskiego Konkursu Recytatorskiego” był finalistą ogólnopolskiego turnieju „Teatrów Jednego Aktora”. W latach 1987–1992 pracował w Miejskim Domu Kultury, w Człuchowie jako instruktor fotografii i filmu oraz operator sprzętu audiowizualnego. Od 1992 do 1995 kierował salonami sprzętu fotograficznego „Leica”, „Olympus”, „Nikon” i „Yashica”. Pracował jednocześnie jako laborant, programista minilabów i konsultant d.s. sprzętu i technik zdjęciowych.
W 1993 Wyrwicz opublikował pierwsze fotorelacje z koncertów w miesięczniku „BRUM”, a następnie zdjęcia i fotoreportaże w prasie kolorowej i codziennej takiej, jak: „Halo”, „Gala”, „Życie na gorąco”, „Na żywo”, „Super Express”, „Express ilustrowany” i innych czasopismach. W latach 1997–2002 współpracował z Agencją Filmową „PROFILM” w Gdańsku przy produkcji m.in. programów „Od przedszkola do Opola” czy „Rekiny kart”.
Równolegle do doskonalenia sztuki fotograficznej rozwijał swoje umiejętności aktorskie. Od 1999 współpracował z łódzką agencją koncertową „TEATR S.A.” jako aktor estradowy oraz realizator dźwięku, realizator światła i efektów scenicznych. Od 2002 był aktorem teatru „Bajka”. W latach 2006–2012 współpracował z łódzkim teatrem „Muza”, gdzie dodatkowo rozwijał umiejętności kuglarskie i szczudlarskie. Od 2012 do 2018 jako Marek Harasim współtworzył wraz z Piotrem Nowakiem projekt muzyczny Disco-polo – „MixDance”. Zespół w trakcie swojej sześcioletniej współpracy odświeżył utwory zespołu „Happy End” – takie, jak: „Jak się masz kochanie” i inne. Grupa także wylansowała wiele nowych autorskich przebojów plasujących się na pierwszych miejscach list przebojów rozgłośni radiowych i tematycznych stacji telewizyjnych – zdobyła również wiele nagród na festiwalach disco-polo, m.in. „Grand prix” i nagrody publiczności. Wraz z muzykami towarzyszącymi wydała kilka singli i trzy LP – „Przeznaczenie”, „Jest impreza” i „Serca dwa”. Zespół „MixDance” wraz z innymi czołowymi zespołami nurtu disco polo takimi, jak: „Bayer full”, „Weekend”, „Boys”, „Piękni i młodzi” i „Łódzką Orkiestrą Filmową” współtworzył artystycznie projekt „Orkiestra w Rytmie Disco”.

## Filmografia
- 2009: Zero – jako przechodzień
- 2009: Shirley – jako buntownik
- 2009: Whisky z mlekiem – jako gość w Klubie
- 2009: Magazyn Kryminalny 997 – jako dzielnicowy
- 2009: Magazyn Kryminalny 997 – jako ojciec zamordowanej
- 2010: Magazyn Kryminalny 997 – jako nadkomisarz Mielnik
- 2010: Weekend – jako gość w barze
- 2012: Paradoks – jako lekarz (odc. 3)
- 2013: Ida – jako rowerzysta
- 2014: Arizona w mojej głowie – jako monter masztów
- 2014: Obywatel – jako gość na dancingu
- 2014: Ukryta prawda – jako Mariusz Nowak[a][3] (odc.386 „Za zamkniętymi drzwiami”)
- 2015: Miłość w rytmie disco – jako Marek – pracownik Klubu Alberta (w kilku odcinkach)
- 2015: Dziewczyny ze Lwowa – jako kierowca na przejściu granicznym
- 2017: Sprawiedliwi Wydział Kryminalny – jako Janusz Stachowiak[a][3] (odc. 89 „Świr”)
- 2018: Kobiety Mafii – jako pracownik zakładu wulkanizacji
- 2018: Lombard-życie pod zastaw – jako Wiesiek Machała[a][3] (odc. 133 „Droga”)
- 2018: Pierwsza Miłość – jako sąsiad Sawczuka[3] (odc. 2836)
- 2020: Magazyn Kryminalny 997 – jako Szymon[a] (morderca)
- 2020: Sekrety rodziny – jako Jerzy – syn Władka (odc. 166 „Zapomniany bohater”)
- 2020: Rodzinny interes – jako Wiesław Surma[a] (odc. 91 „Myśliwy”)
- 2020: Ukryta prawda – jako Paweł Sendecki[a] (odc. 1148 „Opuszczone Gniazdo”)
- 2020: Rozwód: Walka o wszystko – jako Marek Goc (odc. 24 "Rozwód z prostytutką")
- 2021: Lombard-życie pod zastaw – jako Ireneusz Kowalski (odc. 388 „Szambo”)[4]
- 2021: Kasta – jako Brunon Wrzesiński (odc. 130 "Nauka pływania")[4]

## Role teatralne
- 1999: Poszukiwania Mr. Baja – jako Mr Baj[b] (Łódzka Agencja koncertowa TEATR.SA, Libretto – Bogdan Malach, muz. Antoni Kopff, reż. Bogdan Czeski)
- 2002: Przygody wilka i zająca – jako wilk[b] (Teatr Bajki)
- 2004: Gwiazdy leśnej estrady – jako posterunkowy Alojzy Klakson (Teatr Bajki, libretto Iwonna Buczkowska, muz. Marek Ostrowski, reż. Marek Kołaczkowski)
- 2005: Czarnoksiężnik z krainy OZ – jako strach na wróble i robot 36-45 (Teodor) (Teatr Muza, reż. Zbigniew Lasota)
- 2007: Historia pazia i pięknej królewny – jako dobry czarodziej[b] (Teatr Muza, reż. Zbigniew Lasota, Tomasz Kubiatowicz)
- 2008: Przygoda na skraju polany – jako leśniczy Dąbek (Teatr Bajki, reż. Andrzej Herski)
- 2010: Brakujący element – jako Zangul Beta[b], Sebastian (Teatr Bajki, libretto Iwonna Buczkowska, muz. Marek Ostrowski, Arkadiusz Kupiecki, reż. Róża Chrabelska)
- 2012: Tajemniczy zamek – jako paź Adaś[b] (Teatr Bajki, libretto Iwonna Buczkowska, muz. Piotr Nowak, reż. Róża Chrabelska)

### Monodramy
- 1985: Dwunastu – według tekstów Aleksandra Błoka (Teatr Pokątny, scen. i reż. Grzegorz Janowczyk)
- 1987: Moja kartoteka – według tekstów Tadeusza Różewicza (Teatr Pokątny, scen. i reż. Grzegorz Janowczyk, Marek Sosnowski, Marek Wyrwicz)
- 1990: Teatr – według tekstów Wacława Włodarczyka[5] (Teatr Pokątny, scen. i reż. Marek Wyrwicz)
- 1991: Życiopis – według tekstów Edwarda Stachury (Teatr Za Tą Ścianą, scen. Marek Wyrwicz, reż. Marek Sosnowski, Marek Wyrwicz)
- 1992: Spotkanie z poetą – według tekstów Stanisława Grochowiaka (Teatr Za Tą Ścianą, scen. i reż. Marek Wyrwicz, Marek Sosnowski)